# بيتار يوفانوفيتش
بيتار يوفانوفيتش (12 يوليو 1982 بتوزلا في البوسنة والهرسك - ) هو لاعب كرة قدم بوسني في مركز الظهير. لعب مع جامعة كلوج وراد بيوغراد ورادنيتشكي نيش ونادي بوليتكنيكا ياشي ونادي تشوكاريتشكي ونادي فاسلوي ونادي فودوفاك ‏ وFK Jedinstvo Užice ‏ ورادنيتشكي استوبكس ‏ ونادي ملادينوفاك ‏ وبوليتنيكا ياشي وسلوبودا أوزيس.

## وصلات خارجية
- بيتار يوفانوفيتش على موقع الاتحاد الأوربي (الإنجليزية)
- بيتار يوفانوفيتش على موقع قاعدة بيانات كرة القدم.إي يو (الإنجليزية)
- بيتار يوفانوفيتش على موقع Soccerway.com (الإنجليزية)
- بيتار يوفانوفيتش على موقع عالم كرة القدم.نت (الإنجليزية)